# Gore (Album)
Gore ist das achte Studioalbum der US-amerikanischen Alternative-Metal-Band Deftones. Das Album erschien am 8. April 2016 über Reprise Records.

## Entstehung
Im März 2014 erklärte der Sänger Chino Moreno, dass die Band mit der Arbeit an ihrem neuen Album angefangen habe. Er selbst hätte aber noch keine Texte geschrieben. Ein Jahr später erklärte Moreno, dass die Band 16 neue Lieder geschrieben hätte, die ein wenig mehr kopflastiger wären als die auf dem Vorgängeralbum Koi No Yokan. Die Band wollte das komplette Gegenteil vom letzten Album machen und sich selbst herausfordern um neue Dinge auszuprobieren. Es wäre aber definitiv ein Deftones-Album. Das Album wurde von Matt Hyde und der Band produziert und im Tonstudio Megawatt Recording in Los Angeles aufgenommen. Howie Weinberg und Gentry Studer übernahmen das Mastering. Als Gastmusiker ist Jerry Catrell von der Band Alice in Chains zu hören, der bei dem Lied Phantom Bride ein Gitarrensolo beisteuerte. Ein Musikvideo wurden für das Lied Prayers / Triangles veröffentlicht.
Über den Albumtitel erklärte Chino Moreno, dass es sich um eine sehr schöne Gegenüberstellung zum Albumcover handelt, auf dem ein Schwarm Flamingos zu sehen ist. Seine Band habe immer mit der Dynamik geflirtet und mit dem Yin-und-Yang-Verhältnis von Dingen, die provokant sind und denen, die schön sind. Die letzten beiden Albumtitel Diamond Eyes und Koi No Yokan wären viel optimistischer gewesen, während der Titel von Gore bewusst anders ist. Das ganze Album wäre sehr viel anders.

## Titelliste
1. Prayers / Triangles – 3:38
2. Acid Hologram – 4:06
3. Doomed User – 4:27
4. Geometric Headdress – 3:29
5. Hearts / Wires – 5:21
6. Pittura Infamante – 4:04
7. Xenon – 3:17
8. L(mirl) – 5:02
9. Gore – 4:59
10. Phantom Bride (feat. Jerry Cantrell) – 4:53
11. Rubicon – 4:58

## Rezeption

### Rezensionen
Matthias Weckmann vom deutschen Magazin Metal Hammer beschrieb Gore als „sehr stimmige Scheibe“. Jedoch würde „ein Über-Hit fehlen“. Die Anhängerschaft würde „nach einer gewissen Eingewöhnungszeit zufrieden sein“, wofür Weckmann fünf von sieben Punkten vergab. Alee Karim vom Onlinemagazin Under the Radar kritisierte das Album als „Hügel von doomigen Pop, der neben den formidablen Gipfeln der Band kauert“. Karim vergab fünf von zehn Punkten. George Garner vom britischen Magazin Kerrang bezeichnete Gore fünf Jahre nach der Veröffentlichung als das missverstandendste Album der Band.

### Charts
| ChartsChartplatzierungen            | Höchstplatzierung | Wochen |
| ----------------------------------- | ----------------- | ------ |
| Deutschland (GfK)                   | 7 (2 Wo.)         | 2      |
| Österreich (Ö3)                     | 7 (2 Wo.)         | 2      |
| Schweiz (IFPI)                      | 10 (3 Wo.)        | 3      |
| Vereinigtes Königreich (OCC)        | 5 (2 Wo.)         | 2      |
| Vereinigte Staaten (Billboard)      | 2 (6 Wo.)         | 6      |
| Vereinigte Staaten (Billboard Rock) | 2 (15 Wo.)        | 15     |